# Instituto San Sebastian de Yumbel
L'Instituto San Sebastián de Yumbel est une école catholique chilienne privée qui est située à Yumbel, dans la région du Biobío au Chili. Initialement connue sous le terme espagnol de Seminario de San Sebastián de Yumbel, elle est l'une des plus anciennes institutions de cette région et plus particulièrement de la commune de Yumbel et ses environs.

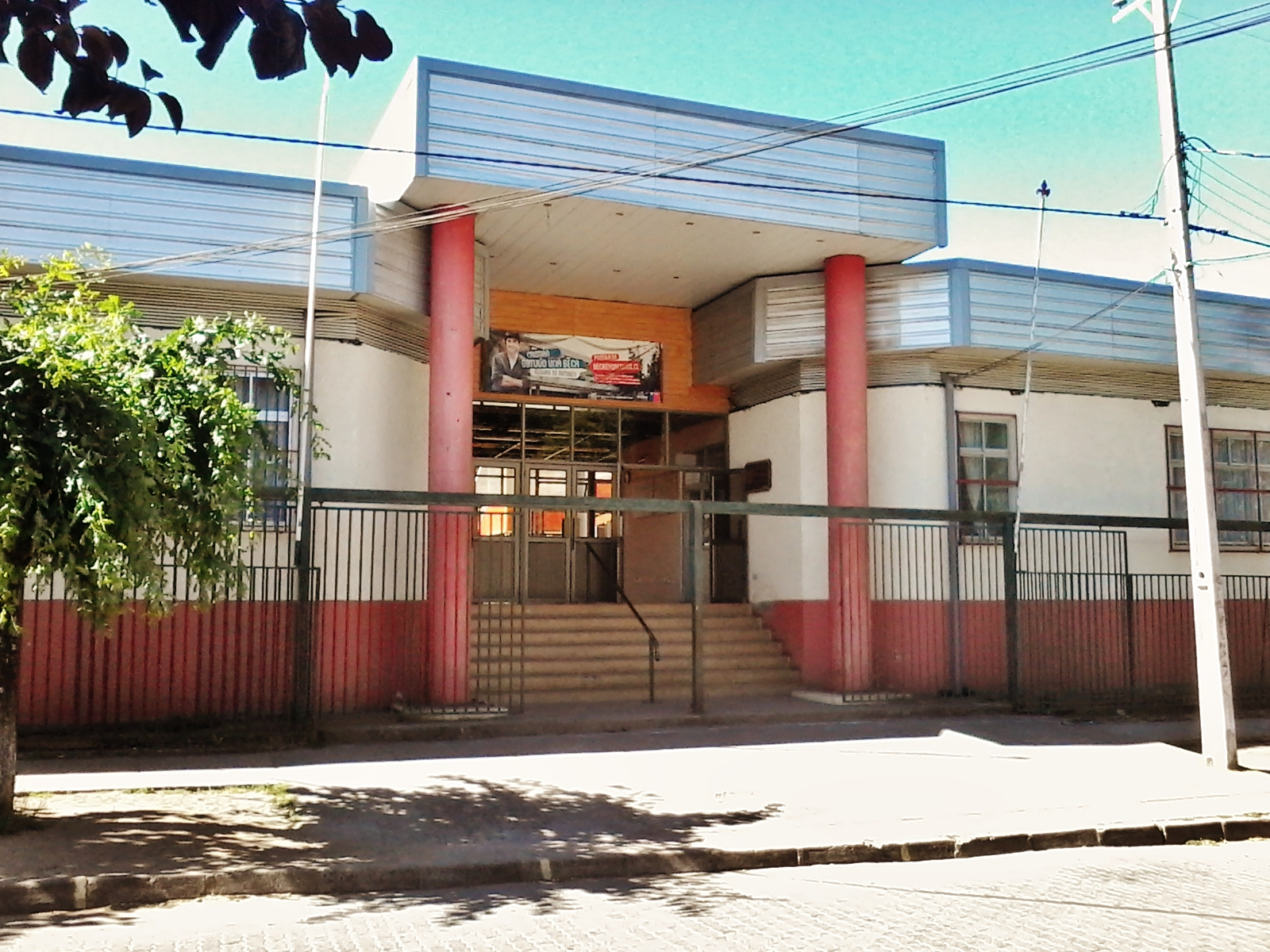
Annexe de l'école, située dans Quezada # 451, où l'enseignement est destiné à des élèves de lycée (Enseñanza Media).

## Histoire
Elle a été fondée le 6 octobre 1879, par l'archevêque José Hipólito Salas (es). En 1905 ; elle est renommée en l'honneur du patron de la ville, le saint et martyr « Saint Sébastien ». On y dispense des cours pour adultes depuis 1881, ainsi que de l'éducation préscolaire depuis 1920. Fondée par l'archidiocèse de Concepción, c'est la plus ancienne école de la région de Biobío.

## La propriété et le financement
Cette école est actuellement portée par la fondation Cristo Rey Fondation (Concepción) au sein d'un établissement d'enseignement composé de cinq écoles. Ce cadre administratif et juridique n'a émergé que dans les années 1950. L'école reçoit un soutien financier du gouvernement du Chili au titre de la qualité de l'école subventionnée privée.